# Úszóláp
Az úszóláp olyan speciális növényi társulás, amely lényegében „felszínen úszó szárazulat”-ként definiálható leginkább. 

## Leírása
A láp növényzetét nagyrészt nád, sás, gyékény alkotja, mely növényeknek erős, jól sarjadó és rhizómákat növesztő gyökérzete van. Ez a gyökérrendszer az évről évre termelődő és elszáradó növényi részeket megköti és behálózza, egy vízen lebegő, korhadó növénytakarót hozva létre. Ilyen módon a vízben lebegő szerves és ásványi eredetű tápanyagokat előbb növényi anyagokká, majd lebegő, korhadó, lassan érő úszóláp-talajjá, lebegő tőzeggé alakítja a gyökérzet, és hosszú időre kivonja a tápanyag-körforgásból. A lebegő gyepszőnyeg gyökérrendszere nem rögzül a folyó medréhez, így a növényszőnyeg egészen nagy darabja is megváltoztathatja helyét a víz áramlási viszonyainak módosulása miatt. 
Mivel az úszólápok növényzete képes megkötni a vízben oldott tápanyagot, víztisztító szerepe is jelentős. Amennyiben azonban túl sok szennyező anyag és lebegő, ülepedő hordalék és iszap kerül a vízbe, fennáll a veszélye annak, hogy az úszólápok gyökérzete a meder aljához rögzül, és az iszapba, majd a mederfenék kavicsos agyagjához rögzülve végleg lehorgonyozza az úszó növénytakarót. Ilyenkor az úszólápot jellemző természetes folyamatok módosulnak, és a rögzült növénytömegben különböző rothadási folyamatok indulhatnak el. 
A kavicszátony belső felén részben még úszó, részben azonban már lehorgonyzott, mederfenékhez rögzülő úszólápdarabok találhatók. Ezeknek gyökérzete vastag iszaprétegbe ágyazódik, a nádasban látható csónakázó utakban a vízmélység nem több fél méternél.
Az eredeti úszólápok növényzetének nagyobb részét elsősorban nád alkotja. Amennyiben az úszóláp lehorgonyoz a mederhez és feliszapolódása is elkezdődik, csökken a vízborítás mélysége. Ilyenkor előtör a gyékény, és hosszabb idő alatt fokozatosan háttérbe szorítja a nádat.
A feltöltődés előrehaladottabb fázisában lévő, iszaposabb területeken már zsombékosok is láthatók, amelyek szilárdabb talajt sejtetnek, mint a nádasok, de ez nincs így. A zsombékok között mély, rothadó iszapréteg található, csak becsülhető mélységgel, amely nem bírna megtartani egy embert, azonban a nádi élőlényeknek, fiókáikat itt nevelő fészkelő madaraknak pont ezért nyújt biztonságos élőhelyet.

## Lásd még
- Láperdő
- Láprét
- Mocsár